# ایلنسکی لیستن
ایلنسکی لیستن (ایسلندی: Íslenski listinn) فهرستی از ۲۰ موسیقی برتر ایسلند است. این فهرست هر هفته به‌روز می‌شود. فهرست پایان سال، شامل ۵۰ آهنگ برتر همات سال است. ایلنسکی لیستن طی سال‌ها توسط بسیاری از رسانه‌ها مانند روزنامه‌ها، تلویزیون و رادیو منتشر شده است و در حال حاضر توسط ایستگاه رادیویی FM957 که متعلق به شرکت رسانه‌ای «سین» (Sýn) است، میزبانی می‌شود.
ایلنسکی لیستن و نام فعلی آن، نخستین بار در روزنامه دی‌وی در ژانویه ۱۹۹۳ منتشر شد. این فهرست یا همکاری بین دی‌وی، ایستگاه رادیویی بیلکیان و شرکت کوکاکولا شعبهٔ ایسلند بود. این فهرست قرار بود در مشتمل بر ۴۰ ترانه برتر باشد و هر پنجشنبه در بخش موسیقی ویژه روزنامه منتشر شود. سپس پنجشنبه شب آهنگ‌ها در یک برنامه ویژه ۳ ساعته رادیویی در شبکهٔ بیلکیان از رادیو پخش می‌شد. مجری نخستین برنامه رادیویی «یون آلکس اولافسون» بود.